# Alexandre le Grand (Racine)
Pour les articles homonymes, voir Alexandre le Grand (homonymie).
Alexandre le Grand est une tragédie en cinq actes (comportant respectivement 3, 5, 7, 5 et 3 scènes) et en vers (1 548 alexandrins) de Jean Racine. Deuxième tragédie du poète, elle fut créée le 4 décembre 1665 au théâtre du Palais-Royal à Paris par la troupe de Molière.
Madame de Sévigné écrit : « Jamais Racine n’ira plus loin qu’Alexandre et qu’Andromaque ».

## Arguments
La tragédie, librement inspirée de l'épopée d'Alexandre le Grand, a pour sujet les amours du conquérant macédonien et de Cléophile (inspirée de Cléophis, reine des Assacènes), ainsi que la rivalité entre les rois indiens Porus et Taxilès pour l'amour d'Axiane. Racine, dans un souci de réalisme historique, a principalement fondé son intrigue sur des éléments décrits dans le huitième livre de L'Histoire d'Alexandre le Grand de Quinte-Curce.
Au travers du personnage d'Alexandre auquel Racine aurait aimé être comparé, c'est le Roi-Soleil lui-même qui est célébré.

## Personnages présents dans la pièce
- Alexandre : roi de Macédoine[3]
- Porus : roi dans les Indes
- Taxile : roi dans les Indes.
- Axiane : reine d'une autre partie des Indes.
- Cléophile : sœur de Taxile.
- Éphestion : Suite d'Alexandre.